# Раймунд Роже II (граф Каркассона)
Раймон Роже (фр. Raymond Roger, occit:Ramon Roger; ок. 1034 — 1067) — правитель части Каркассонского графства с 1061 года (под именем Роже II или (если считать Роже I де Фуа, который с 1050 года был правителем другой части) — Роже III), в 1067 году — граф всего графства. Также виконт Безье и Агда и с 1062 года граф Разеса. Единственный сын Пьера Раймона Каркассонского и его жены Рангарды — дочери виконта Альби.
В 1062 (или 1066) году наследовал Разес после смерти графа Раймона II — своего родственника. С тех пор Каркассон и Разес не разъединялись.
Признал себя вассалом графов Тулузы по всем своим владениям.
В 1064 году объявил своим наследником (в случае, если у него не будет сыновей) графа Фуа Роже I. Однако через три года Роже I де Фуа скончался и Роже III получил его часть графства Каркассон согласно заключенному ранее между ними договору.
Вскоре после этого он умер по неизвестной причине.
Роже III был женат на знатной женщине по имени Сибилла. Детей у них не было. За его наследство развернулась борьба, закончившаяся в 1082 году победой сестры Роже III Эрменгарды Каркассонской и её сына Бернара Атона Транкавеля.